# Néstor Querol Mateu
Néstor Querol Mateu (Grao de Castellón, Castellón de la Plana, 21 de septiembre de 1987) es un futbolista español que juega en la posición de extremo en las filas de la Cultural y Deportiva Leonesa de la Primera Federación.

## Trayectoria
Natural de Grao de Castellón, es un delantero formado en las categorías inferiores del CD Castellón, que tras pasar durante dos temporadas por el filial, en 2009 firmaría por el Real Valladolid Promesas de la Segunda División B de España.  
Más tarde jugaría durante tres temporadas consecutivas en Tercera División de España en las filas del CF Borriol donde acumuló 108 partidos, con 8.789 minutos, 12 goles, 28 amarillas y dos rojas.
En la temporada 2013-14 jugó en el CD Castellón, donde disputó 32 encuentros, 2.318 minutos, cuatro goles, nueve amarillas y una expulsión. 
En la temporada 2014-15 firma con el San Pedro de Preferente de su pueblo natal, en el que juega 24 partidos, 2.066 minutos, nueve goles, siete amarillas y una roja.
En 2015, firma con el Atlético Saguntino en el que jugaría durante dos temporadas. La primera temporada fue exitosa porque ascendió a la Segunda División B de España y la segunda la jugó en la división de bronce disfrutando de un total de 36 encuentros con la elástica rojilla, con 5.284 minutos, ocho goles, 23 amarillas y una roja.
En la temporada 2017-18, juega en las filas del CF Badalona del Grupo III de la Segunda División B.
En verano de 2018 firma con el Centre d'Esports Sabadell Futbol Club de la Segunda División B de España, en el que durante la temporada 2019-20 disputó la cifra de 28 partidos y anotó 8 goles,  incluido el gol del ascenso a Segunda División que le daría la victoria en la última eliminatoria frente al FC Barcelona B.
En agosto de 2020, el jugador renueva su contrato para jugar en el Centre d'Esports Sabadell Futbol Club de la Segunda División de España.
El 15 de julio de 2022, firma por la Cultural y Deportiva Leonesa de la Primera Federación.

## Clubes
| Club                                  | País   | Año             |
| ------------------------------------- | ------ | --------------- |
| CD Castellón "B"                      | España | 2007 - 2009     |
| Real Valladolid Promesas              | España | 2009 - 2010     |
| CF Borriol                            | España | 2010 - 2013     |
| CD Castellón                          | España | 2013-2014       |
| Club de Futbol San Pedro              | España | 2014-2015       |
| Atlético Saguntino                    | España | 2015-2017       |
| CF Badalona                           | España | 2017-2018       |
| Centre d'Esports Sabadell Futbol Club | España | 2018-2022       |
| Cultural y Deportiva Leonesa          | España | 2022-Actualidad |